# Minamoto no Yoshitomo

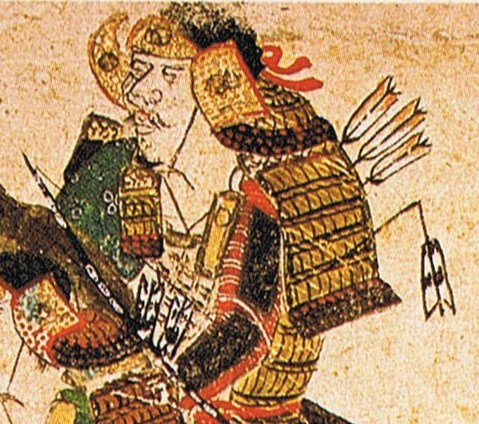
Minamoto no Yoshitomo

En aquest nom japonès, el cognom és Minamoto.
Minamoto no Yoshitomo (源 義朝, 1123 – 11 de febrer de 1160) va ser el líder del clan Minamoto a finals del període Heian de la història del Japó. El seu fill Minamoto no Yoritomo es va convertir en shōgun i va fundar el shogunat Kamakura, el primer de la història del país.

## Rebel·lió Hōgen
Quan va esclatar la Rebel·lió Hōgen el 1156, els membres dels clans samurai Minamoto i Taira es veieren involucrats en el conflicte. En Yoshitomo es va aliar amb en Taira no Kiyomori en el bàndol de l'Emperador Go-Shirakawa i en Fujiwara no Tadamichi, mentre que el seu pare Minamoto no Tameyoshi, cap del clan, el seu fill menor Minamoto no Tametomo i en Taira no Tadamasa es varen unir al bàndol del retirat Emperador Sutoku i en Fujiwara no Yorinaga.
En Yoshitomo, en derrotar el seu pare i a les forces d'en Sutoku i en Yorinaga, es va convertir en el líder del clan i es va establir com la màxima autoritat política a Kioto. Tot i els desesperats esforços que va invertir en què el seu pare fos perdonat, aquest va ser executat. El resultat va ser que es va establir una tremenda rivalitat política entre ambdós clans.

## Rebel·lió Heiji
Tres anys després, el 1159, en Yoshitomo i en Fujiwara no Nobuyori varen posar en arrest domiciliari en Go-Shirakawa, i en va matar el seu servent Fujiwara no Michinori, en el que es coneix com la Rebel·lió Heiji. En Yoshitomo estava molest perquè els Taira s'havien convertit en els favorits de la cort després de la Rebel·lió Hōgen, malgrat els sacrificis fets pels Minamoto. A la fi, en Taira no Kiyomori en suport d'en Go-Shirakawa va vèncer en Yoshitomo i en va matar els dos fills grans i en Nobuyori, alliberant així en Go-Shirakawa.
Mentre escapava de Kioto, en Yoshitomo va ser traït i assassinat. Els seus fills restants, en Minamoto no Yoritomo, en Minamoto no Yoshitsune i en Minamoto no Noriyori van ser perdonats i exiliats degut a la seva curta edat.
La llegenda explica que en Yoshitomo va ser assassinat mentre es banyava en un onsen, pel que a la seva tomba a la Prefectura d'Aichi està envoltada per espases de fusta, ja que s'ha popularitzat la dita que les seves darreres paraules varen ser: "Si només tingués un bokuto…".